# Optioservus ampliatus
Optioservus ampliatus är en skalbaggsart som först beskrevs av Henry Clinton Fall.  Optioservus ampliatus ingår i släktet Optioservus och familjen bäckbaggar. Inga underarter finns listade i Catalogue of Life.